# Walpurga von Isacescu
Walpurga von Isacescu, née vers 1870 et morte après 1911, est une nageuse autrichienne qui est la première athlète à tenter de traverser la Manche à la nage.

## Biographie
Walpurga von Isacescu tente de traverser la Manche à la nage le 5 septembre 1900 soit une génération avant que la première nageuse ne réussisse le défi avec Gertrude Ederle en 1926. Elle est considérée comme la première nageuse à essayer. La météo et les marées défavorables contribuent à son échec après dix heures et vingt miles,,. Elle prévoit une autre tentative en 1903.
En tant que membre du premier club amateur de natation de Vienne, elle donne des démonstrations de natation et participe à des courses, comme celle contre la nageuse australienne Annette Kellermann dans le Danube. Elle nage la traversée à la nage du Danube en 1902, de Melk à Vienne, en douze heures et établit un record qui durera jusqu'en 1916. 
« Elle traîne ses vêtements derrière elle dans un étui en caoutchouc étanche » explique un journal à propos de sa routine d'entrainement hebdomadaire.

## Vie privée
La baronne Walpurga von Isacescu est veuve tôt d'un noble roumain lorsqu'elle commence à nager à distance. N’étant pas rentière, elle travaille comme commise de bureau pour une compagnie de chemin de fer autrichienne afin de subvenir à ses besoins.